# Angela werneri
Angela werneri är en bönsyrseart som beskrevs av Lucien Chopard 1913. Angela werneri ingår i släktet Angela och familjen Mantidae. Inga underarter finns listade i Catalogue of Life.